# Китойские буряты
Кито́йские буря́ты (бур. Хутиин буряадууд) — этнотерриториальная группа в составе бурятского этноса. Расселены по притокам Ангары — среднее течение и низовья Китоя и по берегам Балея.

## Родоплеменной состав
В состав этнотерриториальной группы китойских бурят входят такие малые племена, как сайгуд, хойхо (хойго, hойhо), шошолог, хурхуд, хатагин, тайшуд, урянхай, хонгодор, салжууд, дурбэн. Большинство населения состоит из малых племен, не входивших в крупные племенные объединения, а также из булагатов и хонгодоров.